# Бур-де-Бигор
Бур-де-Биго́р (фр. Bourg-de-Bigorre, окс. Borg de Bigòrra) — коммуна во Франции, находится в регионе Юг — Пиренеи. Департамент — Верхние Пиренеи. Входит в состав кантона Ланнемезан. Округ коммуны — Баньер-де-Бигор.
Код INSEE коммуны — 65105.

## География

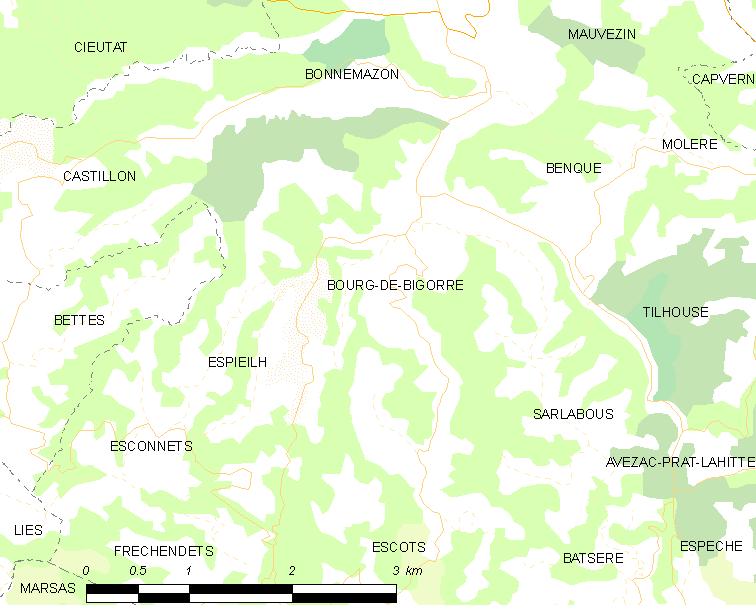
Карта коммуны

Коммуна расположена приблизительно в 660 км к югу от Парижа, в 115 км юго-западнее Тулузы, в 22 км к юго-востоку от Тарба.
По территории коммуны протекает река Аррос.

## Климат
Климат умеренно-океанический с солнечной тёплой погодой и обильными осадками на протяжении практически всего года.

## Население
Население коммуны на 2010 год составляло 190 человек.
| 1962 | 1968 | 1975 | 1982 | 1990 | 1999 | 2010 |
| ---- | ---- | ---- | ---- | ---- | ---- | ---- |
| 268  | 258  | 231  | 214  | 177  | 182  | 190  |

## Администрация
| Период | Период | Фамилия         | Партия | Примечания |
| ------ | ------ | --------------- | ------ | ---------- |
| 1977   | 1989   | Жан-Мари Фуркад |        | фермер     |
| 1989   | 1995   | Луи Тапи        |        | почтальон  |
| 1995   | 2008   | Эрик Фуркад     |        | фермер     |
| 2008   | 2014   | Луи Тапи        |        |            |
| 2014   | 2020   | Режин Сарра     |        |            |

## Экономика
В 2010 году среди 106 человек трудоспособного возраста (15-64 лет) 77 были экономически активными, 29 — неактивными (показатель активности — 72,6 %, в 1999 году было 69,8 %). Из 77 активных жителей работали 66 человек (33 мужчины и 33 женщины), безработных было 11 (6 мужчин и 5 женщин). Среди 29 неактивных 6 человек были учениками или студентами, 12 — пенсионерами, 11 были неактивными по другим причинам.